# Долче
Долче (итал. Dolcé) је насеље у Италији у округу Верона, региону Венето.
Према процени из 2011. у насељу је живело 504 становника. Насеље се налази на надморској висини од 115 м.

## Становништво
| 1951. | 1961. | 1971. | 1981. | 1991. | 2001. | 2011. |
| ----- | ----- | ----- | ----- | ----- | ----- | ----- |
| 2.626 | 2.500 | 2.324 | 2.152 | 2.151 | 2.200 | 2.573 |